# Brusselse Agglomeratieraad (samenstelling 1971-1989)
Dit is de lijst van de leden van de Brusselse Agglomeratieraad in de periode 1971-1989. De Brusselse Agglomeratieraad was de voorloper van het Brussels Hoofdstedelijk Parlement en werd op 21 november 1971 verkozen. Er waren 83 leden. 53 ervan waren Franstalig, de overige 30 Nederlandstalig. 
Bij de Nederlandstalige taalgroep gold het bezitten van een Nederlandstalige identiteitskaart als criterium. Een aantal Franstalige FDF-kandidaten maakte misbruik hiervan door een Nederlandstalige identiteitskaart aan te vragen. Hierdoor waren na de verkiezingen 11 van de 30 "Nederlandstalige" verkozenen eigenlijk Franstaligen. Deze werden "valse Vlamingen" of "FDF-Vlamingen" genoemd.
Dit probleem zorgde ervoor dat het de enige verkiezingen waren voor deze raad. Desondanks bleef de Brusselse Agglomeratieraad in functie tot de eerste verkiezingen van het Brussels Hoofdstedelijk Parlement in juni 1989. Het kan dus beschouwd worden als de voorloper van dit parlement.

## Samenstelling
| Fractie | Fractie                   | Zetels |
| ------- | ------------------------- | ------ |
|         | Rassemblement bruxelloise | 42     |
|         | PSB-BSP                   | 15     |
|         | CVP-PSC                   | 15     |
|         | Volksunie                 | 5      |
|         | PLP-PVV                   | 3      |
|         | Rode Leeuwen              | 1      |
|         | LIB                       | 1      |
|         | KPB-PCB                   | 1      |

## Lijst van de verkozen leden
| Volksvertegenwoordiger      | Partij         | Taalgroep  | Opmerking                          |
| --------------------------- | -------------- | ---------- | ---------------------------------- |
| Edmond Machtens             | PSB            | Frans      |                                    |
| Guy Cudell                  | PSB            | Frans      |                                    |
| Jacques Franck              | PSB            | Frans      |                                    |
| Henri Simonet               | PSB            | Frans      |                                    |
| François Guillaume          | PSB            | Frans      |                                    |
| André Degroeve              | PSB            | Frans      |                                    |
| René De Potter              | BSP            | Nederlands |                                    |
| Marc-Antoine Pierson        | PSB            | Frans      |                                    |
| Franciscus Leemans          | BSP            | Nederlands |                                    |
| Joseph Noëth                | PSB            | Frans      |                                    |
| Jacques Delathouwer         | BSP            | Nederlands |                                    |
| Gaston Gillis               | PSB            | Frans      |                                    |
| Henri Lismonde              | PSB            | Frans      |                                    |
| Guy Willem                  | PSB            | Frans      |                                    |
| Albert Van Brussel          | PSB            | Frans      |                                    |
| Jean Van Ryn                | Onafhankelijke | Frans      |                                    |
| André Lagasse               | FDF            | Frans      | Parlementsvoorzitter.              |
| Basile-Jean Risopoulos      | PLP            | Frans      |                                    |
| Léon Defosset               | FDF            | Frans      |                                    |
| Jacques Lepaffe             | FDF            | Frans      |                                    |
| Félix Boschloos             | PLP            | Frans      |                                    |
| René Barbier                | PLP            | Nederlands |                                    |
| Lucien Outers               | FDF            | Frans      |                                    |
| Léo Van Crombrugghe         | FDF            | Nederlands |                                    |
| François Persoons           | FDF            | Frans      |                                    |
| Edouard Klein               | PLP            | Frans      |                                    |
| Pierre Havelange            | FDF            | Frans      |                                    |
| Emile Spiegeleer            | PLP            | Nederlands |                                    |
| Solange Faveriaux-De Clercq | FDF            | Nederlands |                                    |
| René Cartigny               | PLP            | Frans      |                                    |
| Hendrika Vermoeren-Bettens  | FDF            | Nederlands |                                    |
| Victor Laloux               | FDF            | Frans      |                                    |
| Jean-Pierre Poupko          | PLP            | Frans      |                                    |
| Louis Verlaet               | FDF            | Nederlands |                                    |
| Jean Léonard                | FDF            | Frans      |                                    |
| Alphonse Debouverie         | PLP            | Frans      |                                    |
| Paul Pollet                 | PLP            | Nederlands |                                    |
| Guy Messiaen                | FDF            | Frans      |                                    |
| Annie Joseph-André          | FDF            | Frans      |                                    |
| Franciscus Peeters          | FDF            | Nederlands |                                    |
| Serge Moureaux              | PLP            | Frans      |                                    |
| Jean Fosty                  | FDF            | Frans      |                                    |
| Fernand Rossignol           | FDF            | Frans      |                                    |
| Omer Huylebrouck            | PLP            | Frans      |                                    |
| Guillaume De Raedt          | FDF            | Nederlands |                                    |
| Didier Van Eyll             | FDF            | Frans      |                                    |
| Claude Robert               | PLP            | Frans      |                                    |
| Robert De Geest             | FDF            | Nederlands |                                    |
| Jacques Pivin               | PLP            | Frans      |                                    |
| Edouard Vandervorst         | PLP            | Nederlands |                                    |
| Constant Verhasselt         | FDF            | Frans      |                                    |
| Émile Lambert               | FDF            | Frans      |                                    |
| Émile Guillaume             | FDF            | Frans      |                                    |
| Jean Bourdon                | FDF            | Frans      |                                    |
| Roland Gillet               | PLP            | Frans      |                                    |
| Jacques Van Offelen         | PLP            | Frans      |                                    |
| Roger Nols                  | FDF            | Frans      |                                    |
| Paul Vanden Boeynants       | PSC            | Frans      |                                    |
| Donald Fallon               | PSC            | Frans      |                                    |
| Victor Guns                 | CVP            | Nederlands |                                    |
| Richard Beauthier           | PSC            | Frans      |                                    |
| Camille Vandenbossche       | CVP            | Nederlands |                                    |
| José Desmarets              | PSC            | Frans      |                                    |
| Marceline Van Baelem        | PSC            | Frans      |                                    |
| Fernand Lefère              | CVP            | Nederlands |                                    |
| Jean Bartelous              | PSC            | Frans      |                                    |
| Albert Dekens               | CVP            | Nederlands |                                    |
| Willy Vankeirsbilck         | CVP            | Nederlands |                                    |
| Edmond De Ridder            | CVP            | Nederlands |                                    |
| Bertha Vandevelde-Kickens   | CVP            | Nederlands |                                    |
| Georges Dekrem              | CVP            | Nederlands |                                    |
| Paul De Kerpel              | CVP            | Nederlands |                                    |
| Jan De Berlangeer           | Volksunie      | Nederlands |                                    |
| Lode Claes                  | Volksunie      | Nederlands |                                    |
| Steven Van Haelst           | Volksunie      | Nederlands |                                    |
| Roger De Brabanter          | Volksunie      | Nederlands |                                    |
| Constant Philips            | Volksunie      | Nederlands |                                    |
| Lucien Cooremans            | PLP            | Frans      |                                    |
| René Butzler                | PVV            | Nederlands |                                    |
| Gaston Williot              | PLP            | Frans      |                                    |
| Georges Mundeleer           | LIB            | Frans      |                                    |
| Lydia De Pauw               | BSP            | Nederlands | Verkozen op de lijst Rode Leeuwen. |
| Jacques Moins               | KPB-PCB        | Frans      |                                    |